# 515 Athalia
Az 515 Athalia egy a Naprendszer kisbolygói közül, amit Max Wolf fedezett fel 1903. szeptember 20-án.